# باسيل ألين
باسيل ألين (13 أكتوبر 1911 في المملكة المتحدة - 1 مايو 1981 في المملكة المتحدة) (بالإنجليزية: Basil Allen)‏ هو لاعب كريكت بريطاني وبريطاني (وحمل سابقاً جنسية المملكة المتحدة لبريطانيا العظمى وأيرلندا). لعب مع نادي مقاطعة غلوستر للكريكت ‏ ونادي مارليبون للكريكت ‏ ونادي جامعة كامبريدج للكريكيت ‏.

## وصلات خارجية
- باسيل ألين على موقع إي آس بي آن كريك إنفو (الإنجليزية)